# كريس هاركر
كريس هاركر هو سياسي أمريكي، ولد في مارس 1954. نشط حزبياً في الحزب الديمقراطي. وقد انتخب عضو مجلس نواب أوريغون ‏.